# Cryptocephalus quadriguttatus
Cryptocephalus quadriguttatus es una especie de insecto coleóptero de la familia Chrysomelidae.
Fue descrita científicamente en 1820 por Richter.